# Explosions de 2020 aux Émirats arabes unis
 (septembre 2020).
Les explosions de 2020 aux Émirats arabes unis sont deux explosions survenues le 31 août 2020 aux Émirats arabes unis lors desquelles trois personnes sont mortes et beaucoup d'autres ont été blessées. La première explosion s'est produite à Abou Dabi, tuant deux personnes, dont un sri lankais, tandis que la deuxième explosion s'est produite à Dubaï, tuant une personne.

## Déroulement
L'explosion à Abou Dabi s'est produite dans un restaurant KFC près de l'aéroport, quelques heures avant le premier vol direct officiel d'Israël vers les Émirats arabes unis pour commémorer l'accord de paix entre les deux pays. Des sources d'information des Émirats arabes unis ont indiqué que les explosions avaient été causées par des cartouches de gaz de cuisine.